# Parlamentswahl in Indien 2004
Die Parlamentswahl in Indien 2004 fand verteilt auf insgesamt fünf Tage zwischen dem 20. April 2004 und dem 10. Mai 2004 statt. Gewählt wurden die 543 Abgeordneten des indischen Unterhauses, der Lok Sabha. Die Wahl endete mit deutlichen Zugewinnen an Parlamentssitzen der Kongresspartei und einer von ihr angeführten Parteienkoalition. Hauptverlierer der Wahl war die hindu-nationalistische Bharatiya Janata Party (BJP) und die von ihr geführte Koalition der National Democratic Alliance (NDA). Infolge der Wahl kam es zu einem Regierungswechsel und die bisherige BJP-geführte Regierung wurde durch eine Regierung unter Führung der Kongresspartei abgelöst.

## Vorgeschichte

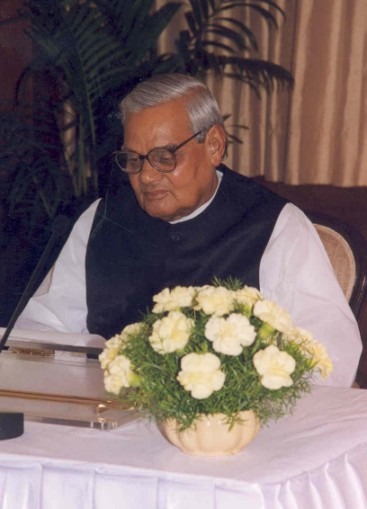
Atal Bihari Vajpayee (BJP), amtierender Premierminister 1999–2004

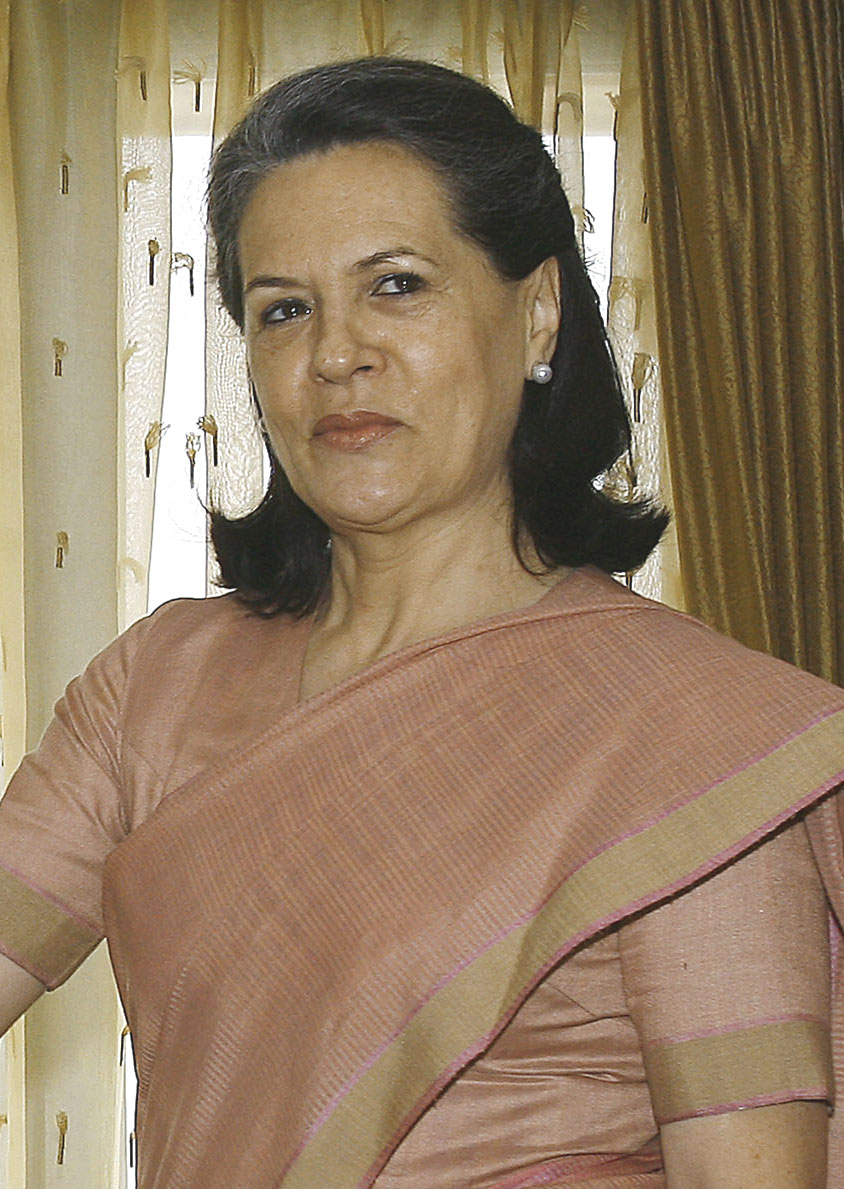
Sonia Gandhi (INC), Führerin der Kongresspartei

Die vorangegangene Parlamentswahl im September/Oktober 1999 hatte die BJP mit der NDA unter der Führung von Premierminister Atal Bihari Vajpayee gewonnen. Zwei Umstände hatten den damaligen Wahlsieg begünstigt. Zum einen hatte Vajpayee aufgrund seiner Führung im Kargil-Konflikt mit Pakistan im Mai 1999 kurz vor der Wahl deutlich an Popularität gewonnen. Zum anderen war die Kongresspartei durch innere Führungskonflikte geschwächt. Im Jahr 1998 hatte sich Sonia Gandhi nach längerem Zögern dazu entschlossen, die ihr angetragene Führung der Kongresspartei zu übernehmen. Dies hatte zu Auseinandersetzungen innerhalb der Kongresspartei geführt. Eine Fraktion unter Sharad Pawar wollte nicht akzeptieren, dass eine gebürtige Italienerin und Katholikin Führerin der größten indischen Partei und damit möglicherweise auch später indische Premierministerin werden sollte und sich unter der Bezeichnung Nationalist Congress Party von der Kongresspartei abgespalten. Die ausländische Herkunft Sonia Gandhis wurde auch durch die BJP und den Medien in den folgenden Jahren vielfach thematisiert. Ihre politischen Gegner versuchten sie im Wahlkampf als Landesfremde darzustellen.
Nach der Wahl 1999 bildete Vajpayee ein neues Kabinett und konnte aufgrund der relativ stabilen Mehrheit im Parlament bis zum Ende der 5-jährigen Legislaturperiode durchregieren. Dies bescherte dem Land eine Phase der politischen Stabilität, nachdem es zuvor in den Jahren 1996 bis 1999 insgesamt drei landesweite Wahlen gegeben hatte. Außenpolitisch suchte Vajpayee die Entspannung im Verhältnis zu Pakistan, was aber nur teilweise gelang, da in der Kaschmir-Frage keine Einigung erzielt werden konnte. Das Verhältnis zur Volksrepublik China entspannte sich jedoch. Wirtschaftspolitisch setzte Vajpayee den von seinem Vorgänger P. V. Narasimha Rao begonnenen Kurs der wirtschaftspolitischen Liberalisierung fort, was gegen Ende seiner Amtszeit zu deutlich höheren Wirtschaftswachstumsraten von 5 bis 6 Prozent jährlich führte. Innenpolitisch stand er unter Druck des radikal-ideologischen think tank der BJP, der Rashtriya Swayamsevak Sangh (RSS), konnte aber aufgrund fehlender absoluter Mehrheit der BJP die Hindutva-Agenda nicht durchsetzen. Ihm wurde von der Opposition vorgeworfen, dass er nicht ausreichend gegen die Gewaltausbrüche in Gujarat 2002 vorgegangen war, bei denen mehr als Tausend Menschen zu Tode kamen.
Im Verlauf der Legislaturperiode begann die die Regierung stützende Parteienkoalition der National Democratic Alliance (NDA), sich an den Rändern allmählich aufzulösen. 2001 verließ der Trinamool Congress (AITC) die NDA, 2002 die Lok Janshakti Party (LJP), 2003 die Jammu & Kashmir National Conference (JKNC) sowie 2003 und 2004 die drei Tamilenparteien Dravida Munnetra Kazhagam (DMK), Marumalarchi Dravida Munnetra Kazhagam (MDMK) und Pattali Makkal Katchi (PMK). Alle diese Parteien wechselten in das gegnerische Lager der Kongresspartei. Im Gegenzug konnte die BJP mit der All India Anna Dravida Munnetra Kazhagam (AIADMK) ein Wahlkampfabkommen schließen.

## Wahlkampf und Wahlbündnisse
Als die 13. Lok Sabha am 6. Februar 2004 durch Präsident A. P. J. Abdul Kalam aufgelöst und Neuwahlen proklamiert wurden, erwarteten die meisten Wahlbeobachter einen erneuten Wahlsieg der BJP-geführten Koalition. Die BJP führte ihre Wahlkampagne unter dem Motto India shining  („Indien strahlt“), mit dem auf die Erfolge im Bereich der Wirtschaftspolitik hingewiesen und ein neues indisches Selbstbewusstsein demonstriert werden sollte. Dagegen setzte die Kongresspartei den Slogan What did the common man get? („Was hat der gewöhnliche Mensch abbekommen?“) und warf der BJP vor, dass die unterprivilegierten oder bedürftigen Schichten (arme Bauern, Frauen, die Jugend) keine Verbesserung ihrer Situation erfahren hätten.
Bei der Wahl standen sich mehrere große Parteienkoalitionen gegenüber. Die Kongresspartei traf Wahlabsprachen mit den folgenden Parteien:
- Rashtriya Janata Dal (in Bihar und Jharkhand)
- Dravida Munnetra Kazhagam (in Tamil Nadu)
- Nationalist Congress Party (vorwiegend in Maharashtra)
- Lok Janshakti Party (in Bihar)
- Telangana Rashtra Samithi (in Andhra Pradesh)
- Pattali Makkal Katchi (in Tamil Nadu)
- Jharkhand Mukti Morcha (in Jharkhand)
- Marumalarchi Dravida Munnetra Kazhagam (in Tamil Nadu)
- Indian Union Muslim League (in Kerala)
- Republican Party of India (Athvale) (in Maharashtra)
- Jammu and Kashmir People’s Democratic Party (in Jammu und Kashmir)

Die Verbündeten der BJP hatten sich in der National Democratic Alliance zusammengeschlossen:
- Janata Dal (United) (vorwiegend in Bihar)
- All India Anna Dravida Munnetra Kazhagam (in Tamil Nadu)
- Shiv Sena (in Maharashtra)
- Shiromani Akali Dal (im Punjab)
- Biju Janata Dal (in Orissa)
- Nagaland People’s Front (in Nagaland)
- Mizo National Front (in Mizoram)

Die kommunistischen und linkssozialistischen Parteien (Communist Party of India (Marxist), Communist Party of India, Revolutionary Socialist Party, All India Forward Bloc) schlossen Wahlbündnisse, vor allem in ihren beiden Hochburgen Westbengalen und Kerala.

## Wahlmodus und Ablauf der Wahl
Wie bei den vorangegangenen Wahlen fand die Wahl nach dem relativen Mehrheitswahlrecht in 543 Einzelwahlkreisen statt. Die Wahlkreisgrenzen waren durch die Delimitation Commission of India (indische Abgrenzungskommission) in den 1970ern aufgrund der Volkszählung von 1971 so festgesetzt worden, dass zum Zeitpunkt der Festlegung jeder Wahlkreis ungefähr die gleiche Bevölkerungszahl hatte. Seither hatten sich jedoch aufgrund des unterschiedlichen Bevölkerungswachstums erhebliche Verschiebungen ergeben, weswegen im Jahr 2002 eine Neufestsetzung der Wahlkreisgrenzen auf Basis der Volkszählung von 2001 erfolgt war. Das entsprechende Gesetz zur Umsetzung der neuen Wahlkreisgrenzen war jedoch 2004 noch nicht in Kraft gesetzt, so dass die Wahl noch auf Basis der alten Wahlkreise stattfand. Da seit der letzten Wahl 1999 die Bundesstaaten Chhattisgarh, Uttaranchal und Jharkhand neu gebildet worden waren, mussten dort die Wahlkreisgrenzen neu gezogen werden, um zu gewährleisten, dass sie mit den Grenzen der neuen Staaten zusammenfielen.
Bei der Wahl kamen erstmals keine Stimmzettel auf Papier, sondern elektronische Wahlgeräte (EVMs, Electronic Voting Machines) zum Einsatz. Vom Einsatz dieser Geräte versprach man sich nicht nur die Einsparung von etwa 8.000 Tonnen Papier-Stimmzetteln, sondern auch eine genauere, schnellere und fälschungssicherere Stimmenzählung. Insgesamt kamen etwa 1 Million dieser EVMs zum Einsatz.
Die Wahl fand aus organisatorischen Gründen nicht an einem einzigen Tag, sondern verteilt über mehrere Termine statt. Die Wahltermine in den Bundesstaaten waren im Einzelnen:
- 20. April 2004: Wahl in Andhra Pradesh, Assam, Bihar, Chhattisgarh, Gujarat, Jammu und Kashmir, Jharkhand, Karnataka, Maharashtra, Manipur, Meghalaya, Mizoram, Orissa
- 22. April 2004: Tripura
- 26. April 2004: Andhra Pradesh, Assam, Bihar, Goa, Jammu und Kashmir, Jharkhand, Karnataka, Maharashtra, Manipur, Orissa, Uttar Pradesh
- 5. Mai 2004: Arunachal Pradesh, Bihar, Jammu und Kashmir, Madhya Pradesh, Nagaland, Rajasthan, Uttar Pradesh
- 10. Mai 2004: Haryana, Himachal Pradesh, Jammu and Kashmir, Kerala, Madhya Pradesh, Punjab, Sikkim, Tamil Nadu, Uttar Pradesh, Uttaranchal, Westbengalen

In den Unionsterritorien fanden die Wahlen an folgenden Tagen statt:
- 22. April 2004: Dadra und Nagar Haveli, Daman und Diu, Andamanen und Nikobaren
- 10. Mai 2004: Chandigarh, Delhi, Lakshadweep, Pondicherry

| Bundesstaat oder Unionsterritorium | Wahl- berechtigte | Wähler      | Wahl- beteiligung |
| ---------------------------------- | ----------------- | ----------- | ----------------- |
| Andhra Pradesh                     | 51.146.342        | 35.776.275  | 69,95 %           |
| Arunachal Pradesh                  | 684.034           | 385.446     | 56,35 %           |
| Assam                              | 15.014.874        | 10.377.354  | 69,11 %           |
| Bihar                              | 50.559.672        | 29.332.306  | 58,02 %           |
| Chhattisgarh                       | 13.719.442        | 7.146.189   | 52,09 %           |
| Goa                                | 941.167           | 553.105     | 58,77 %           |
| Gujarat                            | 33.675.062        | 15.213.501  | 45,18 %           |
| Haryana                            | 12.320.557        | 8.097.064   | 65,72 %           |
| Himachal Pradesh                   | 4.181.995         | 2.497.149   | 59,71 %           |
| Jammu und Kashmir                  | 6.368.115         | 2.241.729   | 35,20 %           |
| Jharkhand                          | 16.812.339        | 9.363.363   | 55,69 %           |
| Karnataka                          | 38.592.095        | 25.139.122  | 65,14 %           |
| Kerala                             | 21.125.473        | 15.093.960  | 71,45 %           |
| Madhya Pradesh                     | 38.390.101        | 18.463.451  | 48,09 %           |
| Maharashtra                        | 63.012.208        | 34.263.317  | 54,38 %           |
| Manipur                            | 1.536.510         | 1.035.696   | 67,41 %           |
| Meghalaya                          | 1.289.374         | 679.321     | 52,69 %           |
| Mizoram                            | 549.959           | 349.799     | 63,60 %           |
| Nagaland                           | 1.041.433         | 955.690     | 91,77 %           |
| Orissa                             | 25.651.989        | 16.945.092  | 66,06 %           |
| Punjab                             | 16.615.399        | 10.233.165  | 61,59 %           |
| Rajasthan                          | 34.712.385        | 17.346.549  | 49,97 %           |
| Sikkim                             | 281.937           | 219.769     | 77,95 %           |
| Tamil Nadu                         | 47.252.271        | 28.732.954  | 60,81 %           |
| Tripura                            | 1.978.222         | 1.327.000   | 67,08 %           |
| Uttar Pradesh                      | 110.624.490       | 53.278.071  | 48,16 %           |
| Uttaranchal                        | 5.562.637         | 2.673.832   | 48,07 %           |
| Westbengalen                       | 47.437.431        | 37.021.478  | 78,04 %           |
| Andamanen und Nikobaren            | 241.645           | 153.841     | 63,66 %           |
| Chandigarh                         | 527.684           | 269.849     | 51,14 %           |
| Dadra und Nagar Haveli             | 122.681           | 84.703      | 69,04 %           |
| Daman und Diu                      | 79.232            | 55.591      | 70,16 %           |
| Delhi                              | 8.763.475         | 4.126.443   | 47,09 %           |
| Lakshadweep                        | 39.033            | 31.820      | 81,52 %           |
| Pondicherry                        | 636.667           | 484.336     | 76,07 %           |
| Gesamt                             | 671.487.930       | 389.948.330 | 58,07 %           |

Wahltermine (mit Zahl der Wahlkreise):

Insgesamt verliefen die Wahlen bemerkenswert ruhig und geordnet. In Zusammenhang mit der Wahl kam es aufgrund von Unruhen oder Anschlägen zu 19 gewaltsamen Todesfällen (darunter Beamte, Polizisten, Paramilitärs und Journalisten), sowie zahlreichen Verletzten. Diese Zahlen lagen aber deutlich unter denen vorangegangener Wahlen.

## Ergebnisse

Zusammensetzung der neu gewählten Lok Sabha (Farbgebung wie oben), Kleinparteien ohne Farbe sind von der Sitzordnung den Parteien zugeordnet, die sie unterstützen. Zwei Abgeordnete werden durch den Staatspräsidenten ernannt.
1. UPA: 221
2. NDA: 181
3. Alle übrigen: 82
4. Kommunistische und linkssozialistische Parteien: 59
5. Nominierte: 2

### Gesamtergebnis
Das Ergebnis der Wahl war für viele Beobachter eine Überraschung und für einige ein Schock.
Trotz der relativen Popularität des Premierministers Vajpayee, die höher lag als die Sonia Gandhis, verlor die BJP fast ein Viertel ihrer Parlamentssitze und kam nur auf den zweiten Platz hinter der Kongresspartei, die deutlich zulegen konnte. Dabei machten sich deutlich Effekte des relativen Mehrheitswahlrechts, das große Parteien begünstigt, bemerkbar. Bezogen auf ihren prozentualen Anteil an Wählerstimmen hatten sowohl die Kongresspartei als auch die BJP geringfügig verloren. In Wahlanalysen wurde spekuliert, dass die feel-good-Kampagne der BJP an der Mehrheit der Wähler tatsächlich vorbeigegangen war, weil diese keine wesentliche Verbesserung ihrer Lebensverhältnisse wahrgenommen hatten, obwohl die Leistungen der Regierung in Meinungsumfragen insgesamt als nicht schlecht beurteilt wurden. Der als relativ gemäßigt geltende Vajpayee war bei den Wählern auch populärer als seine Partei, die BJP, oder sein als „Hindu-Ideologe“ angesehener möglicher parteiinterner Nachfolger, der Lauh-Purush („eiserne Mann“) Lal Krishna Advani.
Insgesamt gewann die Parteienkoalition unter Führung der Kongresspartei 221 (40,7 %) der 543 Wahlkreise. Kurz nach der Wahl schlossen sich die Verbündeten unter der Bezeichnung United Progressive Alliance (UPA) in einem offiziellen Bündnis zusammen. Die NDA kam auf insgesamt 181 Sitze (33,3 %). Nach der Wahl erklärten Vertreter der gemäßigten Linksparteien und der Kommunisten, dass sie eine Regierung unter Führung der Kongresspartei zumindest teilweise und punktuell unterstützen würden, um eine erneute BJP-Regierung zu verhindern.
| Partei                                                             | Kürzel                                | Stimmen     | Stimmen  | Stimmen | Sitze | Sitze | Sitze    |
| Partei                                                             | Kürzel                                | Zahl        | %        | +/-     | Zahl  | +/-   | %        |
| ------------------------------------------------------------------ | ------------------------------------- | ----------- | -------- | ------- | ----- | ----- | -------- |

1. United Progressive Alliance
2. National Democratic Alliance
3. Andere

| Indischer Nationalkongress                                         | INC                                   | 103.408.949 | 26,53 %  | ▼1,77 % | 145   | ▲31   | 26,7 %   |
| Bharatiya Janata Party                                             | BJP                                   | 86.371.561  | 22,16 %  | ▼1,59 % | 138   | ▼44   | 25,4 %   |
| Communist Party of India (Marxist)                                 | CPM                                   | 22.070.614  | 5,66 %   | ▲0,26 % | 43    | ▲10   | 7,9 %    |
| Bahujan Samaj Party                                                | BSP                                   | 20.765.229  | 5,33 %   | ▲1,17 % | 19    | ▲5    | 3,5 %    |
| Samajwadi Party                                                    | SP                                    | 16.824.072  | 4,32 %   | ▲0,56 % | 36    | ▲10   | 6,6 %    |
| Telugu Desam Party                                                 | TDP                                   | 11.844.811  | 3,04 %   | ▼0,61 % | 5     | ▼24   | 0,9 %    |
| Rashtriya Janata Dal                                               | RJD                                   | 9.384.147   | 2,41 %   | ▲0,38 % | 24    | ▲17   | 4,4 %    |
| Janata Dal (United)                                                | JD(U)                                 | 9.144.963   | 2,35 %   | ▲0,75 % | 8     | ▼13   | 1,5 %    |
| All India Anna Dravida Munnetra Kazhagam                           | AIADMK                                | 8.547.014   | 2,19 %   | ▲0,26 % | 0     | ▼10   | 0,0 %    |
| Nationalist Trinamool Congress                                     | NTC                                   | 8.071.867   | 2,07 %   | ▼0,50 % | 2     | ▼6    | 0,4 %    |
| Dravida Munnetra Kazhagam                                          | DMK                                   | 7.064.393   | 1,81 %   | ▲0,08 % | 16    | ▲4    | 2,9 %    |
| Shiv Sena                                                          | SHS                                   | 7.056.255   | 1,81 %   | ▲0,25 % | 12    | ▼3    | 2,2 %    |
| Nationalist Congress Party                                         | NCP                                   | 7.023.175   | 1,80 %   | ▼0,47 % | 9     | ▲1    | 1,7 %    |
| Janata Dal (Secular)                                               | JD(S)                                 | 5.732.296   | 1,47 %   | ▲0,56 % | 3     | ▲2    | 0,6 %    |
| Communist Party of India                                           | CPI                                   | 5.484.111   | 1,41 %   | ▼0,07 % | 10    | ▲6    | 1,8 %    |
| Biju Janata Dal                                                    | BJD                                   | 5.082.849   | 1,30 %   | ▲0,10 % | 11    | ▲1    | 2,0 %    |
| Shiromani Akali Dal                                                | SAD                                   | 3.506.681   | 0,90 %   | ▲0,21 % | 8     | ▲6    | 1,5 %    |
| Lok Janshakti Party                                                | LJP                                   | 2.771.427   | 0,71 %   | (neu)   | 4     | (neu) | 0,7 %    |
| Rashtriya Lok Dal                                                  | RLD                                   | 2.463.607   | 0,63 %   | ▲0,26 % | 3     | ▲1    | 0,6 %    |
| Telangana Rashtra Samithi                                          | TRS                                   | 2.441.405   | 0,63 %   | (neu)   | 5     | (neu) | 0,9 %    |
| Pattali Makkal Katchi                                              | PMK                                   | 2.169.020   | 0,56 %   | ▼0,09 % | 6     | ▲1    | 1,1 %    |
| Asom Gana Parishad                                                 | AGP                                   | 2.069.600   | 0,53 %   | ▼0,21 % | 2     | ▲2    | 0,4 %    |
| Indian National Lok Dal                                            | INLD                                  | 1.936.703   | 0,5 %    | ▲0,05 % | 0     | ▼5    | 0,0 %    |
| Jharkhand Mukti Morcha                                             | JMM                                   | 1.846.843   | 0,47 %   | ▲0,20 % | 5     | ▲5    | 0,9 %    |
| Revolutionary Socialist Party                                      | RSP                                   | 1.689.794   | 0,43 %   | ▲0,02 % | 3     | ▬     | 0,6 %    |
| Marumalarchi Dravida Munnetra Kazhagam                             | MDMK                                  | 1.679.870   | 0,43 %   | ▲0,01 % | 4     | ▬     | 0,7 %    |
| All India Forward Bloc                                             | AIFB                                  | 1.365.055   | 0,35 %   | ▬       | 3     | ▲1    | 0,6 %    |
| Communist Party (ML) Liberation                                    | CPI(ML)(L)                            | 1.281.688   | 0,33 %   | ▬       | 0     | ▼1    | 0,0 %    |
| Apna Dal                                                           | AD                                    | 844.053     | 0,22 %   | ▲0,01 % | 0     | ▬     | 0,0 %    |
| Indian Union Muslim League                                         | MUL                                   | 770.098     | 0,20 %   | ▼0,03 % | 1     | ▼1    | 0,2 %    |
| Nagaland People’s Front                                            | NPF                                   | 715.366     | 0,18 %   | (neu)   | 1     | (neu) | 0,2 %    |
| Janata Party                                                       | JP                                    | 517.683     | 0,13 %   | ▲0,08 % | 0     | ▬     | 0,0 %    |
| Haryana Vikas Party                                                | HVP                                   | 506.122     | 0,13 %   | ▲0,08 % | 0     | ▬     | 0,0 %    |
| Jammu & Kashmir National Conference                                | JKNC                                  | 493.067     | 0,13 %   | ▼0,01 % | 2     | ▼2    | 0,4 %    |
| All India Majlis-e-Ittehadul Muslimeen                             | AIMIM                                 | 417.248     | 0,11 %   | ▼0,01 % | 1     | ▬     | 0,2 %    |
| Republican Party of India (Athvale)                                | RPI(A)                                | 367.510     | 0,09 %   | ▲0,09 % | 1     | ▲1    | 0,2 %    |
| National Loktantrik Party                                          | NLP                                   | 367.049     | 0,09 %   | ▲0,05 % | 1     | ▲1    | 0,2 %    |
| Kerala Congress                                                    | KEC                                   | 353.905     | 0,09 %   | ▼0,01 % | 1     | ▬     | 0,2 %    |
| Samajwadi Janata Party (Rashtriya)                                 | SJP(R)                                | 337.386     | 0,09 %   | ▼0,01 % | 1     | ▬     | 0,2 %    |
| Jammu and Kashmir People’s Democratic Party                        | JKPDP                                 | 267.457     | 0,07 %   | (neu)   | 1     | (neu) | 0,2 %    |
| Indian Federal Democratic Party†                                   | IFDP                                  | 256.411     | 0,07 %   | (neu)   | 1†    | (neu) | 0,2 %    |
| Mizo National Front                                                | MNF                                   | 182.864     | 0,05 %   | (neu)   | 1     | (neu) | 0,2 %    |
| Bharatiya Navshakti Party                                          | BNP                                   | 171.080     | 0,04 %   | (neu)   | 1     | (neu) | 0,2 %    |
| Sikkim Democratic Front                                            | SDF                                   | 153.409     | 0,04 %   | ▲0,01 % | 1     | ▬     | 0,2 %    |
| Unabhängige                                                        | Unab.                                 | 16.549.900  | 4,25 %   | ▲1,51 % | 5     | ▼1    | 0,9 %    |
| Andere Parteien                                                    |                                       | 7.411.177   | 1,90 %   | ▼1,34 % | 0     | ▼9    | 0,0 %    |
| Gültige Stimmen                                                    | Gültige Stimmen                       | 389.779.784 | 100,00 % | ▬       | 543   | ▬     | 100,00 % |
| Registrierte Wähler / Wahlbeteiligung                              | Registrierte Wähler / Wahlbeteiligung | 671.487.930 | 58,07 %  |         |       |       |          |
| Quelle: Election Commission of India (Wahlen 2004 und Wahlen 1999) |                                       |             |          |         |       |       |          |

† Am 31. Oktober 2006 erklärte der High Court von Kerala die Wahl von P. C. Thomas (IFDP) im Wahlkreis Muvattupuzha für ungültig, weil dieser unerlaubte Mittel eingesetzt hatte. Der Wahlkreis wurde seinem Kontrahenten P. M. Ismail (CPM) zuerkannt.

### Ergebnisse nach Bundesstaaten und Unionsterritorien
Die folgende Tabelle listet die gewonnenen Wahlkreise je nach Bundesstaat/Unionsterritorium auf.
| Bundesstaat             | Sitze | UPA                   | NDA            | Kommunist./linkssoz. Parteien | Andere                                    |
| ----------------------- | ----- | --------------------- | -------------- | ----------------------------- | ----------------------------------------- |
| Andamanen und Nikobaren | 1     | INC 1                 |                |                               |                                           |
| Andhra Pradesh          | 42    | INC 29 TRS 5          |                | CPM 1 CPI 1                   | TDP 5 AIMIM 1                             |
| Arunachal Pradesh       | 2     |                       | BJP 2          |                               |                                           |
| Assam                   | 14    | INC 9                 | BJP 2          |                               | AGP 2 Andere 1                            |
| Bihar                   | 40    | RJD 22 LJP 4 INC 3    | BJP 5 JD(U) 6  |                               |                                           |
| Chandigarh              | 1     | INC 1                 |                |                               |                                           |
| Chhattisgarh            | 11    | INC 1                 | BJP 10         |                               |                                           |
| Dadra und Nagar Haveli  | 1     |                       | BJP 1          |                               |                                           |
| Daman und Diu           | 1     | INC 1                 |                |                               |                                           |
| Delhi                   | 7     | INC 6                 | BJP 1          |                               |                                           |
| Goa                     | 2     | INC 1                 | BJP 1          |                               |                                           |
| Gujarat                 | 26    | INC 12                | BJP 14         |                               |                                           |
| Haryana                 | 10    | INC 9                 | BJP 1          |                               |                                           |
| Himachal Pradesh        | 4     | INC 3                 | BJP 1          |                               |                                           |
| Jammu und Kashmir       | 6     | INC 2 JKPDP 1         |                |                               | JKNC 2 Unab. 1                            |
| Jharkhand               | 14    | INC 6 JMM 4 RJD 2     | BJP 1          | CPI 1                         |                                           |
| Karnataka               | 28    | INC 8                 | BJP 18         |                               | JD(S) 2                                   |
| Kerala                  | 20    | INC 1 MUL 1           |                | CPM 12 CPI 3                  | JD(S) 1 KECM 1 Unab. 1                    |
| Lakshadweep             | 1     |                       | JD(U) 1        |                               |                                           |
| Madhya Pradesh          | 29    | INC 4                 | BJP 25         |                               |                                           |
| Maharashtra             | 48    | INC 13 NCP 9 RPI(A) 1 | BJP 13 SS 12   |                               |                                           |
| Manipur                 | 2     | INC 1                 |                |                               | Unab. 1                                   |
| Meghalaya               | 2     | INC 1                 |                |                               | NTC 1                                     |
| Mizoram                 | 1     |                       | MNF 1          |                               |                                           |
| Nagaland                | 1     |                       | NPP 1          |                               |                                           |
| Orissa                  | 21    | INC 2 JMM 1           | BJD 11 BJP 7   |                               |                                           |
| Punjab                  | 13    | INC 2                 | SAD 8 BJP 3    |                               |                                           |
| Pondicherry             | 1     |                       |                |                               | PMK 1                                     |
| Rajasthan               | 25    | INC 4                 | BJP 21         |                               |                                           |
| Sikkim                  | 1     |                       |                |                               | SDF 1                                     |
| Tamil Nadu              | 39    | DMK 16 INC 10 MDMK 4  |                | CPM 2 CPI 2                   | PMK 5                                     |
| Tripura                 | 2     |                       |                | CPM 2                         |                                           |
| Uttaranchal             | 5     | INC 1                 | BJP 3          |                               | SP 1                                      |
| Uttar Pradesh           | 80    | INC 9                 | BJP 10 JD(U) 1 |                               | SP 35 BSP 19 SJP(R) 1 RLD 3 NLP 1 Unab. 1 |
| Westbengalen            | 42    | INC 6                 |                | CPM 26 CPI 3 RSP 3 AIFB 3     | NTC 1                                     |

## Weitere Entwicklung

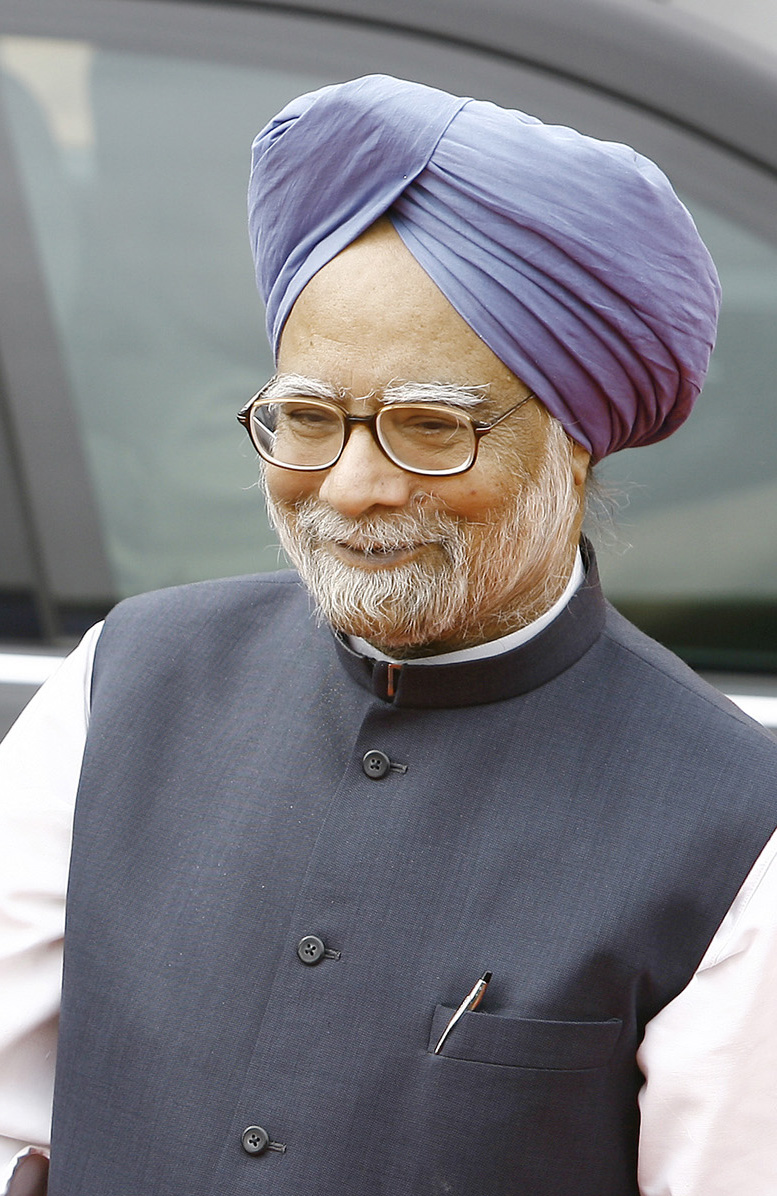
Manmohan Singh (2007)

Nach dem Wahlsieg der Kongresspartei und ihrer Alliierten war die allgemeine Erwartung die, dass Sonia Gandhi die Tradition der Nehru-Gandhi-Familie weiterführen und das Amt des Premierministers einer Kongresspartei-geführten Regierung übernehmen würde. Es kam daher als große Überraschung, als Sonia Gandhi öffentlich dieses Amt ausschlug und sich stattdessen für Manmohan Singh, der nicht der Nehru-Gandhi-Familie angehört, als Premierminister aussprach. Der Wirtschaftsfachmann Singh war in den 1990er Jahren Finanzminister in der Regierung von P. V. Narasimha Rao gewesen und hatte in dieser Zeit die wirtschaftspolitische Liberalisierung und finanzpolitische Konsolidierung Indiens betrieben. Über die Gründe von Sonia Gandhi wurde viel spekuliert. Möglicherweise hatte sie das Schicksal ihrer Schwiegermutter Indira Gandhi und das ihres Ehemannes Rajiv Gandhi vor Augen, die beide Attentätern zu Opfer gefallen waren. Außerdem wären die Anfeindungen aufgrund ihrer ausländischen Herkunft sicher weitergegangen. Am 22. Mai 2004 wurde das neue Kabinett vereidigt.